# アンヘル・ブランコ
アンヘル・ブランコ（Ángel Blanco）のリングネームで知られるホセ・バルガス・サンチェス（José Ángel Vargas Sánchez、1938年8月2日 - 1986年4月26日）は、メキシコのプロレスラー。ハリスコ州アトヤックの出身。

## 来歴
ディアブロ・ベラスコにルチャを学び、1958年にランチェロ・バルガスのリングネームでデビュー。1962年から白を基調に天使の羽がデザインされた覆面を被り、白い天使を意味するマスクマンのアンヘル・ブランコとして活動。1966年頃より、同じく白覆面のドクトル・ワグナーとのタッグチーム、ラ・オラ・ブランカ（La Ola Blanca）を結成。EMLL（現在のCMLL）を拠点としていた。
1972年12月、エル・ソリタリオにマスカラ・コントラ・マスカラで敗れ素顔になる。1975年からUWAに移籍。1979年には藤波辰巳の持つWWFジュニアヘビー級王座に挑戦するも敗退。1980年には新日本プロレスに初来日した。
1986年4月26日、ドクトル・ワグナーらと車で巡業に向かっている最中に、ヌエボ・レオン州モンテレーにて交通事故に遭い死去。
実子にアンヘル・ブランコ・ジュニア、イホ・デル・アンヘル・ブランコ1号、2号ほか。娘婿にレイ・サロモン、孫にCMLL所属のホルス（レイ・サロモンの子）がいる。

## 得意技
- La Temblorina

## 獲得タイトル
EMLL
- メキシコナショナルクルーザー級王座
- メキシコナショナルヘビー級王座
- メキシコナショナルタッグ王座
- NWA世界ライトヘビー級王座

NWA
- NWAアメリカスタッグ王座